# NGC 1349
NGC 1349 је лентикуларна галаксија у сазвежђу Бик која се налази на NGC листи објеката дубоког неба.
Деклинација објекта је + 4° 22' 53" а ректасцензија 3h 31m 27,4s. Привидна величина (магнитуда) објекта NGC 1349 износи 13,2 а фотографска магнитуда 14,2. NGC 1349 је још познат и под ознакама UGC 2774, MCG 1-9-6, CGCG 416-13, KARA 128, NPM1G +04.0118, PGC 13088.